# Crocanthemum berlandieri
Crocanthemum berlandieri är en solvändeväxtart som beskrevs av Janchen. Crocanthemum berlandieri ingår i släktet Crocanthemum och familjen solvändeväxter. Inga underarter finns listade i Catalogue of Life.